# Extended Versions (álbum de Night Ranger)
Extended Versions es un álbum en vivo de la banda estadounidense de hard rock Night Ranger y fue lanzado por Sony CMG en 2007.

## Descripción
Este material discográfico fue grabado durante una presentación realizada en la ciudad de Tokio, Japón, en el mes de diciembre de 2003.

## Lista de canciones
| N.º   | Título                                       | Escritor(es)                           | Duración |  |
| 1.    | «Sing Me Away»                               | Jack Blades / Kelly Keagy              | 4:54     |  |
| 2.    | «Seven Wishes»                               | Jack Blades                            | 4:57     |  |
| 3.    | «Rumours in the Air»                         | Jack Blades                            | 5:27     |  |
| 4.    | «Sentimental Street»                         | Jack Blades                            | 5:38     |  |
| 5.    | «Goodbye»                                    | Blades / Jeff Watson                   | 5:15     |  |
| 6.    | «Four in the Morning (I Can't Take Anymore)» | Jack Blades                            | 3:57     |  |
| 7.    | «When You Close Your Eyes»                   | Blades / Brad Gillis / Alan Fitzgerald | 4:45     |  |
| 8.    | «Don't Tell Me You Love Me»                  | Jack Blades                            | 7:31     |  |
| 9.    | «Sister Christian»                           | Kelly Keagy                            | 6:08     |  |
| 10.   | «(You Can Still) Rock in America»            | Blades / Gillis                        | 6:25     |  |
| 54:57 |                                              |                                        |          |  |

## Créditos

### Night Ranger
- Jack Blades — voz principal, bajo y coros.
- Kelly Keagy — voz principal, batería y coros.
- Brad Gillis — guitarra y coros.
- Jeff Watson — guitarra y coros.
- Michael Lardie — teclados y coros.

### Personal de producción
- Juan Urteaga — mezcla.
- David Donnelly — masterización.
- John Lappen — A&R.